# Ну, погоди! Каникулы
«Ну, погоди! Каникулы» — российский мультсериал производства студии «Союзмультфильм». Продолжение классического мультсериала «Ну, погоди!», снятое в другой стилистике: компьютерной 3D-анимации. Первая серия мультсериала вышла 17 декабря 2021 года на YouTube-канале студии «Союзмультфильм» и в онлайн-кинотеатре «Okko». Премьера второго сезона состоялась 10 апреля 2023 года в онлайн-кинотеатре Okko.

## Сюжет
Действие разворачивается в локациях круглогодичного курорта, где Волк больше не гоняется за Зайцем, чтобы его съесть: главенствующим стал спортивный интерес. Однако в отчаянной жажде признания и побед серый хулиган зачастую выбирает нечестные методы, что становится причиной курьёзных и смешных ситуаций.

## История создания
В конце 2019 года «Союзмультфильм» объявил о планах выпуска 26 новых серий (в честь пятидесятилетия мультсериала), начиная с 21-й серии, однако в марте 2020 года число запланированных серий было увеличено до 52.
В июне 2020 года «Союзмультфильм» показал первые 3D-изображения старых и новых персонажей и подтвердил свои намерения выпустить первые серии продолжении до конца 2020 года.
Из-за пандемии коронавируса выпуск перезапуска постоянно откладывался, премьера была отложена на декабрь 2021 года.
Первый трейлер перезапуска, выходящего под названием «Ну, погоди! Каникулы», был опубликован на канале Союзмультфильма на YouTube 21 ноября 2021 года.
Представители «Союзмультфильма» подчеркнули, что проект нельзя считать прямым продолжением советского мультфильма, созданного режиссёром-мультипликатором Вячеславом Котёночкиным.
Режиссёр и художник студии «Союзмультфильм» Юрий Норштейн отнёсся к самой идее перезапуска весьма негативно, а владимирское отделение политической партии «Коммунисты России» потребовало запретить студии «Союзмультфильм» создание ремейка «Ну, погоди!».
1 сезон завершён в феврале 2023 года.
С 1 апреля 2022 года началось производство 2 сезона, вышедшего весной 2023 года.
С 21 августа 2023 года началось производство 3 сезона, вышедшего 11 мая 2024 года.

## Персонажи
- Волк — самодовольный хулиган-разгильдяй, авантюрист-неудачник, постоянно влипающий в неприятности. Одет в розовую майку, имеет взъерошенные волосы. Не любит Зайца, едва ли не постоянно гонится за ним, но иногда поддерживает с ним дружеские отношения. Также соперничает с ним за косулю Улю, в которую влюблён (со 2 сезона — за Лису).
- Заяц — жизнерадостный, культурный подросток, проводящий время с пользой. Уступает Волку в силе, но гораздо умнее и удачливее его.
- Лисичка — хитра, но красива. Одета в голубую футболку и голубые штаны, имеет рыжие волосы, убранные в хвост. Также в неё влюблен Волк. Любительница роликов. Впервые появилась в серии «Хоккей».
- Зайчиха — Впервые появится в возможном 3 сезоне.
- Котёнок — малыш, постоянно попадающийся Волку на пути. Волк не брезгует отобрать у него что-либо вкусное или ценное. Один раз был напарником Волка.
- Уля — красивая молодая косуля, в которую влюблён Волк. Активная, лёгкая на подъём, всегда держится с достоинством. Обычно носит бирюзовую толстовку, а на голове у неё два банта в виде рожек. Симпатизирует Зайцу и барсуку Тиму, недолюбливает Волка.
- Тим — серьёзный спортивный барсук, тренер и организатор спортивных мероприятий. Любит порядок, следит за безопасностью.
- Шу — тихий ёжик, умный и технологически подкованный. Любит и изучает природу, иногда проводит экскурсии. Вскоре стал лучшим другом Зайца.
- Бегемоты — супружеская пара, предпочитающая проводить время тихо и спокойно. Очень часто Волк случайно мешает им, и тогда Бегемот-муж собственноручно обеспечивает ему неприятности. Он же состоит в баскетбольной команде бегемотов.
- Свинка — крупная позитивная девушка, которая всегда в хорошей форме. Влюблена в Волка, однако тот всегда убегает от неё.
- Вредная птица — дятел, обыкновенная птица, волей случая тоже оказывается участником событий курорта. Имеет свою баскетбольную команду таких же птиц.
- Волк-звезда — Волк, который появляется в серии «Подмена». В отличие от обычного Волка, его взъерошенные волосы светлые, также он носит очки, а его одежда более стильная и крутая. Сначала очень сердился, что Волк заменял его, но потом они вместе отлично выступили на концерте.
- Краб — обыкновенный краб, также ставший участником событий курорта на одном уровне с Вредной птицей.
- Мухи — насекомые. Впервые появились в серии «Лонгборд».
- Лось — решительный физрук, который любит улаживать все споры с помощью спорта. Впервые появился в серии «Оркестр».

## Съёмочная группа
- Режиссёры-постановщики: Андрей Жидков, Максим Волков, Алексей Игнатов, Джей Лендер, Николай Гребенников, Елена Полякова, Игорь Вейштагин.
- Авторы сценария: Дмитрий Будашкаев, Вячеслав Благодарский, Дмитрий Капин, Александр Санатовский, Александр Чучукин, Максим Аксёнов, Александра Федотова, Евгений Еремеев, Евгений Вихарёв, Калерия Дёмина, Анастасия Агапова, Максим Волков, Дмитрий Осинкин, Олег Козырев, Валентина Тронова, Даниил Иванов, Мария Парфёнова, Андрей Жидков, Наталья Фролова, Андрей Сгибнёв, Эллада Карибова, Эдуард Ипатов, Андрей Берлогов, Вячеслав Зиновьев, Олег Бондарев, Татьяна Толстикова, Евгений Черняков.
- Сценарные редакторы: Дмитрий Капин, Мария Парфёнова, Максим Аксёнов, Калерия Дёмина, Евгений Вихарев, Александра Козлова, Венера Чернышева.
- Сценарные консультанты: Вячеслав Благодарский, Александр Чучукин, Максим Волков.
- Художники-постановщики: Роман Морис, Анатолий Соколов.
- Шеф-редактор: Марина Кошевая, Мария Сваиных, Александра Козлова.
- Арт-директор: Юлия Евдокимова.
- Композиторы: Сергей Сидоренко, Александр Огневец, Станислав Смирнов, Дмитрий Вихоронов, Илья Зудин, DJ Peretse, Марчел Ецко, Юрий Грицак, Денис Фролов.

## Роли озвучивали
- Гарик Харламов — Волк
- Дмитрий Хрусталёв — Заяц (1 сезон)
- Михаил Кшиштовский — Заяц (со 2 сезона)
- Владимир Паляница — Лось, Бараны
- Эван Котляров — Котёнок
- Лина Иванова — Косуля Уля, Свинка, Бегемотиха, Лисичка
- Диомид Виноградов — Барсук Тим, Ёжик Шу, Бегемоты, Волк-звезда, голосящий звук Дрона, Мухи
- Мария Савиных — Вредная птица

## Список сезонов
| Сезон | Сезон | Серии | Период трансляции                                                                            |
| ----- | ----- | ----- | -------------------------------------------------------------------------------------------- |
|       | 1     | 26    | 17 декабря 2021 — февраль 2023 года (Okko) 20 декабря 2021 — февраль 2023 года (Карусель)    |
|       | 2     | 26    | 10 апреля 2023 — ? декабря 2023 года (Okko) ?? апреля 2023 — 25 февраля 2024 года (Карусель) |
|       | 3     | 26    | 20 апреля 2024 года (Мульт в кино) с 11 мая 2024 года (Okko) с 13 мая 2024 года (Карусель)   |

## Список серий

### Первый сезон
| №  | Название               | Дата выпуска |
| -- | ---------------------- | ------------ |
| 1  | На чемоданах           |              |
|    |                        |              |
| 2  | Лунапарк               |              |
|    |                        |              |
| 3  | Быстрее, выше, сильнее |              |
|    |                        |              |
| 4  | Пляж                   |              |
|    |                        |              |
| 5  | Лыжники и сноубордисты |              |
|    |                        |              |
| 6  | Новый год              |              |
|    |                        |              |
| 7  | Дельтапланы            |              |
|    |                        |              |
| 8  | Неуловимый Волк        |              |
|    |                        |              |
| 9  | Выходной               |              |
|    |                        |              |
| 10 | Карта сокровищ         |              |
|    |                        |              |
| 11 | Фокусы                 |              |
|    |                        |              |
| 12 | Спортзал               |              |
|    |                        |              |
| 13 | Поход                  |              |
|    |                        |              |
| 14 | Самовар                |              |
|    |                        |              |
| 15 | Подмена                |              |
|    |                        |              |
| 16 | Перехват               |              |
|    |                        |              |
| 17 | Снежки                 |              |
|    |                        |              |
| 18 | Честная игра           |              |
|    |                        |              |
| 19 | Страшилки              |              |
|    |                        |              |
| 20 | Стоп! Снято!           |              |
|    |                        |              |
| 21 | Вызов                  |              |
|    |                        |              |
| 22 | Лунатизм               |              |
|    |                        |              |
| 23 | Коньки и санки         |              |
|    |                        |              |
| 24 | Ледяная слава          |              |
|    |                        |              |
| 25 | Кулинары               |              |
|    |                        |              |
| 26 | Дикий отдых            |              |
|    |                        |              |

### Второй сезон
| №       | Название            | Дата выпуска |
| ------- | ------------------- | ------------ |
| 1 / 27  | Гипноз              |              |
|         |                     |              |
| 2 / 28  | День рождения Зайца |              |
|         |                     |              |
| 3 / 29  | Марафон             |              |
|         |                     |              |
| 4 / 30  | Лонгборды           |              |
|         |                     |              |
| 5 / 31  | Оркестр             |              |
|         |                     |              |
| 6 / 32  | Хоккей              |              |
|         |                     |              |
| 7 / 33  | Машинки             |              |
|         |                     |              |
| 8 / 34  | Скорость            |              |
|         |                     |              |
| 9 / 35  | Роботы              |              |
|         |                     |              |
| 10 / 36 | Горный триатлон     |              |
|         |                     |              |
| 11 / 37 | Пляжное многоборье  |              |
|         |                     |              |
| 12 / 38 | Спектакль           |              |
|         |                     |              |
| 13 / 39 | Ненастоящий герой   |              |
|         |                     |              |
| 14 / 40 | Фотография          |              |
|         |                     |              |
| 15 / 41 | Кибердуэль          |              |
|         |                     |              |
| 16 / 42 | Детектив            |              |
|         |                     |              |
| 17 / 43 | Субботник           |              |
|         |                     |              |
| 18 / 44 | Конкурс талантов    |              |
|         |                     |              |
| 19 / 45 | Шаромания           |              |
|         |                     |              |
| 20 / 46 | Футбол              |              |
|         |                     |              |
| 21 / 47 | Дом на дереве       |              |
|         |                     |              |
| 22 / 48 | Ёлки моталки        |              |
|         |                     |              |
| 23 / 49 | Хулиган             |              |
|         |                     |              |
| 24 / 50 | Талисман            |              |
|         |                     |              |
| 25 / 51 | Редкий цветок       |              |
|         |                     |              |
| 26 / 52 | Необитаемый остров  |              |
|         |                     |              |

### Третий сезон
| №                                           | Название  | Дата выпуска                                              |
| ------------------------------------------- | --------- | --------------------------------------------------------- |
| 1 / 53                                      | Рыцари    | 11 мая 2024 года (Okko) 13 мая 2024 года (Карусель)       |
| Волк вспоминает о рыцаре и свадьбе с Лисой. |           |                                                           |
| 2 / 54                                      | Картинг   | 11 мая 2024 года (Okko) 14 мая 2024 года (Карусель)       |
|                                             |           |                                                           |
| 3 / 55                                      | Метеорит  | 15 мая 2024 года (Карусель) 30 мая 2024 года (Okko)       |
|                                             |           |                                                           |
| 4 / 56                                      | Автошкола | 16 мая 2024 года (Карусель) 30 мая 2024 года (Okko)       |
|                                             |           |                                                           |
| 5 / 57                                      | Рыбалка   | 20 апреля 2024 (Мульт в кино) 17 мая 2024 года (Карусель) |

## Отзывы и оценки
Сериал сразу же после премьеры первого эпизода получил противоречивые отзывы. В издании «Вокруг ТВ» новинку разгромили «сумбурное нагромождение из несмешных шуток». В издании «Кино-Театр» вышел нейтральный обзор: «Видно, что создатели стремились сгладить углы и убрать любые намеки на отход от традиционных ценностей, чем изрядно упростили зверей и лишили их хулиганского шарма». Положительно сериал оценили на портале Тлум. Отзывы случайных зрителей, собранные газетой «Аргументы и факты», тоже были противоречивыми.